# MVJ
MVJ（Most Valuable Jockey、エムヴィージェイ）は、2013年に新設されたJRA賞の騎手部門の1つ。
JRAと地方・海外の指定レースを合わせた成績を「勝利度数」、「勝率」、「獲得賞金」、「年間騎乗回数」の項目ごとに順位付けをして、その得点の総合得点により受賞者を決定する。
この決定方法は、厩舎関係者表彰における「優秀騎手賞」に準じており、「MVJ」はその最上位の騎手となる。
2014年度の受賞者からは、該当年度の翌年に開催されるワールドオールスタージョッキーズに優先出場できることになった。

## 歴代受賞者
| 年度   | 受賞者        | 所属厩舎       | ポイント |
| ------ | ------------- | -------------- | -------- |
| 2013年 | 福永祐一      | 栗東・フリー   | 50P      |
| 2014年 | 戸崎圭太      | 美浦・田島俊明 | 56P      |
| 2015年 | 戸崎圭太(2)   | 美浦・田島俊明 | 54P      |
| 2016年 | 戸崎圭太(3)   | 美浦・田島俊明 | 58P      |
| 2017年 | C.ルメール    | 栗東・フリー   | 51P      |
| 2018年 | C.ルメール(2) | 栗東・フリー   | 50P      |
| 2019年 | C.ルメール(3) | 栗東・フリー   | 44P      |
| 2020年 | C.ルメール(4) | 栗東・フリー   | 54P      |
| 2021年 | C.ルメール(5) | 栗東・フリー   | 52P      |
| 2022年 | 戸崎圭太(4)   | 美浦・田島俊明 | 47P      |
| 2023年 | 松山弘平      | 栗東・フリー   | 47P      |
| 2024年 | 戸崎圭太(5)   | 美浦・田島俊明 | 47P      |